# Przytulanka (gmina)
Przytulanka (ros. Притулянская волость, lit. Pšytuliankos valsčius) – dawna gmina wiejska (włość) istniejąca w latach 1861–1915 na Białostocczyźnie. Nazwa gminy pochodzi od wsi Przytulanka, lecz siedzibą gminy było Krzeczkowo.

## Imperium Rosyjskie
Gmina zbiorowa Przytulanka z siedzibą w Krzeczkowie powstała w wyniku reformy struktur administracyjnych państwa rosyjskiego w 1861 roku. Była częścią powiatu białostockiego należącego (od 1843) do guberni grodzieńskiej. W 1890 roku gmina Przytulanka obejmowała 86 miejscowości i zamieszkiwało ją 4838 osób.

## I wojna światowa
Podczas I wojny światowej gmina wraz z powiatem białostockim należała do okupowanego przez Niemcy Ober-Ostu (w okręgu Białystok) gdzie została zniesiona, po czym jej obszar wszedł w skład nowo utworzonych gmin Goniądz, Trzcianne i Kalinówka. Podział ten zachowano, kiedy powiat białostocki przeszedł w sierpniu 1919 pod administrację polską.